# 托皮利謝
50°36′58″N 24°35′56″E / 50.61611°N 24.59889°E
托皮利謝（烏克蘭語：Топилище），是烏克蘭的村落，位於該國西部沃倫州，由沃洛德米爾區負責管轄，始建於1570年，面積13.4平方公里，海拔高度219米，2001年人口522，人口密度每平方公里38.96人。